# Neoplatylecanium cinnamomi
Neoplatylecanium cinnamomi är en insektsart som beskrevs av Takahashi 1929. Neoplatylecanium cinnamomi ingår i släktet Neoplatylecanium och familjen skålsköldlöss.
Artens utbredningsområde är Taiwan. Inga underarter finns listade i Catalogue of Life.